# Оши ла Монтањ
Оши ла Монтањ (фр. Auchy-la-Montagne) насеље је и општина у североисточној Француској у региону Пикардија, у департману Оаза која припада префектури Бове.
По подацима из 2011. године у општини је живело 515 становника, а густина насељености је износила 63,98 становника/km². Општина се простире на површини од 8,05 km². Налази се на средњој надморској висини од 173 метара (максималној 181 m, а минималној 143 m).

## Демографија
| 1962. | 1968. | 1975. | 1982. | 1990. | 1999. | 2011. |
| ----- | ----- | ----- | ----- | ----- | ----- | ----- |
| 245   | 256   | 263   | 280   | 385   | 439   | 515   |

График промене броја становника у току последњих година